# Skopaljska dolina
Het Skopaljska-dal of Skopaljska dolina is een dal in Bosnië en Herzegovina en omvat het gebied van de volgende steden: Gornji Vakuf-Uskoplje, Bugojno, Prusac en Donji Vakuf. De lengte van het Skopaljska-dolina bedraagt 27 km en heeft een breedte van ca. 2 km.